# Krünner Lipót
Krünner Lipót (Szeged, 1798. november 14. – Budapest, 1883. szeptember 2.) a Királyi Magyar Egyetemi Nyomda faktora, később ügyvezetője.

## Élete
Apja, Krünner Ferenc városi árvagyám volt Szegeden. 1812. szeptember 1-jén nyomdásztanuló lett és 1816. szeptember 8-án szabadult fel. Azután vándorútra ment Pozsony, Bécs, Brünn és Zágráb városokba. 1821. április 9-én Budán lépett az egyetemi nyomdába, ahol 1835. február 25-én segéd, 1844. július 21-én ügyvezető lett. A szabadságharc alatt az egyetemi nyomdából kiszakított "álladalmi nyomda" lefoglalt gépeinek felkutatásával és visszaszerzésével Krünner Lipótot bízták meg, aki Lippán, Világoson, Aradon és Lugoson talált rájuk.
1870. november 20-án nyugalomba vonult. Működése ideje alatt az intézet dicséretes előhaladást tanúsított, amint ezt az 1840-ben Schedel (Toldy) Ferenc és Szalay László által aláírt bizonyítvány, mely Krünner leánya birtokában volt, tanúsítja.

## Munkái
- Tárcza-Naptár az uj- és ó-héber számolás szerint. Buda, 1847. (Ugyanez 1851-re. Buda.)
- Haus Kalender 1854. Buda, 1853. (Zsidó betűkkel.)